# Степанос Даштеци
 Степанос (Ширпалакян) Даштеци (арм.  Ստեփանոս (Շիրփալակեան) Դաշտեցի, 1653, Новая Джульфа — место и дата смерти неизвестны) — армянский поэт, публицист и хронограф.

## Жизнь и деятельность
Родился в 1653 году в Новой Джульфе, в семье священника Барсега Ширпалакяна, однако предки Степаноса до переселения армян Аббасом I жили в деревне Дашт (около 2 км к востоку от Джульфы), в память о котором Степанос называл себя Даштеци. Начальное образование получил в церковной школе монастыря Аменапркич в Новой Джульфе, стал дьяконом. Затем бросил церковную должность и, как и многие армяне из Новой Джульфы, стал купцом. Почти всю жизнь путешествовал, был во многих странах Европы и Азии. Есть предположение, что некоторое время обучался в Урбанианском университете. Умер около 1720 года.
Был прокатолически настроен, выступал против анти-униторов (в частности Александра и Ованеса Джугаеци). В вопросе происхождения человеческой души придерживался религиозно-богословской точке зрения, противополагаясь таким образом приверженцам аристотелевской теории. Писал сатирические стихи на социальные темы, пытаясь придать армянской литературе более широкое общественное звучание. Часто касался тяжёлого социально-политического положения армян, считал, что будучи под иноземным игом и не имея право быть на военной или другой государственной службе, у армян не было возможности полноценно развивать искусство и науку, поэтому они и выбрали опасное ремесло купца и рассеялись по миру. Одновременно выражает оптимистическое настроение, твёрдо верит в «возрождение своего народа», обуславливая это принятием католичества и объединением христианского мира под верховной властью Папы римского.
Оставил богатое литературное наследие: несколько десятков сатирических и настоятельных стихов (один из них на азербайджанском языке армянским письмом), которые имеют большую этнографическую и диалектологическую ценность; 22 загадки и математические головоломки светского содержания (некоторые в стихах); религиозно-публицистские сочинения, из которых наиболее ценны «Мешок фрагментов» (арм. Մաղախ փշրանաց, 1700 г.), «Вопрос о направлении» (арм. Խնդիր ուղղութեան, 1706 г.) и «Колокол правды» (арм. Կոչնակ ճշմարտութեան, 1714—15 гг.); исторический труд «Хронология индийских царей» (арм. Կարգ թագավորաց հնդկաց, 1719 г.), в котором описывается политическое положение Индии в начале XVIII века, и письмо-дневник, содержащее семь "полемических бесед", которые он вёл с мусульманскими священниками и купцами о превосходстве религий. В своих произведениях оставил редкие сведения о своих идеологических оппонентах и известных личностей эпохи, о культуре, религии и быте разных народов. Славился также искусным музыкантом и художником.